# Horisan Ranggitgit
Horisan Ranggitgit is een bestuurslaag in het regentschap Tapanuli Utara van de provincie Noord-Sumatra, Indonesië. Horisan Ranggitgit telt 1170 inwoners (volkstelling 2010).